# Norden (Automarke)

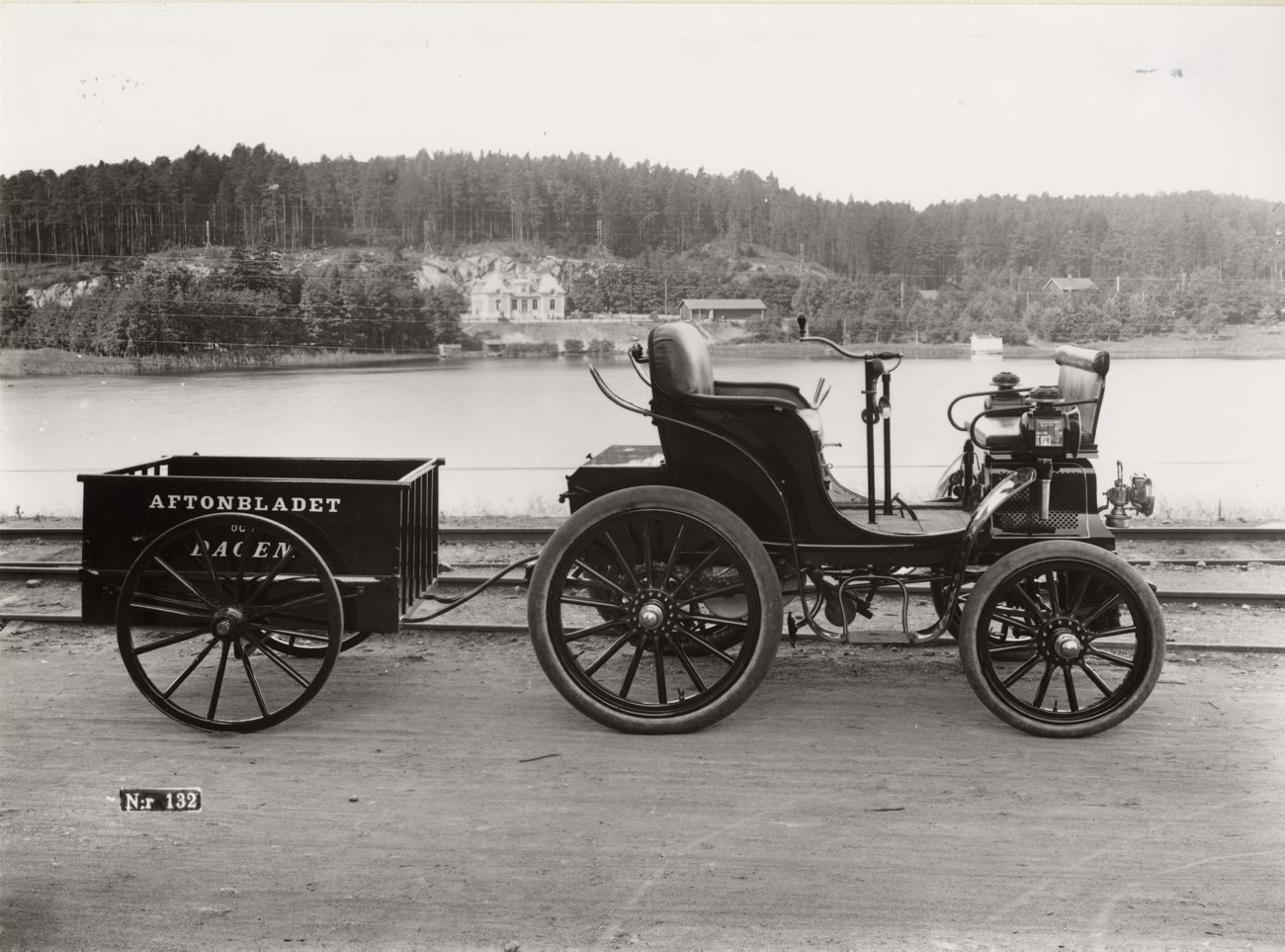
Norden Vi-à-Vis mit Zeitungsanhänger (1902)

Norden war eine schwedische Automarke.

## Unternehmensgeschichte
Das Unternehmen AB Södertälje Verkstäder aus Södertälje stellte bereits Eisenbahnwagen her und importierte Fahrzeuge von Ducommun, Kühlstein, NAG und Protos. 1902 begann die Produktion von Automobilen unter dem Markennamen Norden. 1905 endete die Produktion, und 1906 der Verkauf der letzten Fahrzeuge. 1905 waren in Stockholm drei Fahrzeuge dieser Marke registriert. Die Gesamtproduktion betrug etwa zehn Fahrzeuge. Das gleiche Unternehmen stellte früher auch Fahrzeuge der Marke Helios her.
Zwei Fahrzeuge existieren noch.

## Fahrzeuge
Das einzige Modell war eine Lizenzfertigung des amerikanischen „Silent Northern“ der Northern Manufacturing Company in Detroit. In Angebot standen Zweisitzer sowie Viersitzer in der Karosserieform Dos-à-dos. Der Einzylindermotor leistete zunächst 5 PS, ab 1904 6,5 PS.